# Cai Yun
Cai Yun (蔡赟S, Cài YūnP; Suzhou, 19 gennaio 1980) è un giocatore di badminton cinese, vincitore della medaglia d'oro e di una medaglia d'argento nel doppio maschile ai Giochi olimpici rispettivamente a Pechino 2008 e a Londra 2012, sempre in coppia con Fu Haifeng.
Nei precedenti Giochi olimpici, ad Atene 2004, la coppia cinese era uscita ai quarti nel torneo del Doppio, sconfitti dai danesi Jens Eriksen e Martin Lundgaard Hansen.
Con il connazionale ha conquistato anche quattro titoli mondiali di cui tre consecutivi, oltre ad un terzo posto.

## Palmarès
- Giochi olimpici

Pechino 2008: argento nel doppio maschile.
Londra 2012: oro nel doppio maschile.
- Campionati mondiali di badminton

2003 - Birmingham: bronzo nel doppio maschile.
2006 - Madrid: oro nel doppio maschile.
2009 - Hyderabad: oro nel doppio maschile.
2010 - Parigi: oro nel doppio maschile.
2011 - Londra: oro nel doppio maschile.
- Giochi asiatici

2006 - Doha: oro a squadre.
2010 - Canton: oro a squadre.